# Tony Hale
Anthony Russell „Tony” Hale (ur. 30 września 1970) – amerykański aktor i komik. Znany głównie z roli „Bustera” w serialu telewizyjnym Bogaci bankruci.

## Życie prywatne
Urodził się w West Point w Nowym Jorku, a dorastał w Tallahassee na Florydzie, gdzie mieszkał razem z rodzicami, Mikiem i Ritą (z domu Garnett). W 1988 ukończył Leon High School, w 1992 Uniwersytet Stanforda, a w 1995 School of Communications na Regent University. Po ukończeniu studiów zamieszkał w Nowym Jorku. Jest żonaty z Martel Thompson, mieszkają w Pasadenie w Kalifornii ze swoją córką Loy.

## Filmografia
| Rok  | Tytuł                             | Rola                  | Uwagi        |
| ---- | --------------------------------- | --------------------- | ------------ |
| 1998 | Raging Hormones                   | Kierowca              |              |
| 2004 | My Blind Brother                  | Blind                 |              |
| 2003 | Niełatwa miłość                   | Wujek Donny           |              |
| 2005 | Fortunes                          | Phil Yount            |              |
| 2006 | Odlotowe dzieciaki                | Alan Davies           |              |
| 2006 | RV: Szalone wakacje na kółkach    | Frank                 |              |
| 2006 | Inspektor do zadań specjalnych    | Jack Dabbs            |              |
| 2006 | Przypadek Harolda Cricka          | Dave                  |              |
| 2007 | Ctrl Z                            | Stuart Barnes         |              |
| 2007 | A właśnie, że tak!                | Stuart                |              |
| 2007 | Flatland: The Movie               | Król Pointlandu       | rola głosowa |
| 2007 | Dante's Inferno                   | Papież Mikołaj III    | rola głosowa |
| 2007 | Rok, w którym się poznaliśmy      | Nickie                |              |
| 2007 | Dzielny Despero                   | Furlough              | rola głosowa |
| 2009 | Moje samobójstwo                  | Carmelo Peters        |              |
| 2009 | Intrygant                         | James Epstein         |              |
| 2009 | Wszechwiedzący                    | Listonosz             |              |
| 2009 | Jak by to sprzedać                | Wade                  |              |
| 2010 | SzczęścieDziękujęProszęWięcej     | Sam                   |              |
| 2010 | In my sleep                       | Ben                   |              |
| 2011 | Perfect                           | Gene                  |              |
| 2011 | Wuss                              | Pan Crowder           |              |
| 2011 | Sironia                           | Chad                  |              |
| 2012 | First in Flight                   | Wilbur Wright         |              |
| 2012 | Not That Funny                    | Stefan Lane           |              |
| 2013 | Gorący towar                      | The John              |              |
| 2015 | Alvin i wiewiórki: Wielka wyprawa | Agent Suggs           |              |
| 2015 | Night Owls                        | Dr Newman             |              |
| 2015 | American Ultra                    | Agent Petey Douglas   |              |
| 2016 | Brave New Jersey                  | Clark Hill            |              |
| 2016 | Yoga Hosers                       | Bob Collette          |              |
| 2016 | Dominion                          | Brinnan               |              |
| 2016 | Transformers: Ostatni rycerz      | Inżynier JPL          |              |
| 2017 | Wtedy im pokażę                   | pan Mosley            |              |
| 2018 | Twój Simon                        | Pan Worth             |              |
| 2018 | 15:17 do Paryża                   | Nauczyciel gimnastyki |              |
| 2019 | Toy Story 4                       | Sztuciek              | rola głosowa |

## Nagrody i nominacje
| Nagroda                           | Rok  | Kategoria                                                      | Nominowana praca  | Wynik     |
| --------------------------------- | ---- | -------------------------------------------------------------- | ----------------- | --------- |
| Nagroda Emmy                      | 2013 | Najlepszy aktor pierwszoplanowy w serialu komediowym           | serial Figurantka | Wygrana   |
| Nagroda Emmy                      | 2015 | Najlepszy aktor pierwszoplanowy w serialu komediowym           | serial Figurantka | Wygrana   |
| Nagroda Emmy                      | 2019 | Najlepszy aktor drugoplanowy w serialu komediowym              | serial Figurantka | Wygrana   |
| Nagroda Gildii Aktorów Ekranowych | 2018 | Najlepszy zespół aktorski w serialu komediowym                 | serial Figurantka | Wygrana   |
| Nagroda Annie                     | 2019 | Wybitne osiągnięcie aktora w roli głosowej w filmie animowanym | Toy Story 4       | Nominacja |